# Хуарес (фильм)
«Хуа́рес» (англ. Juarez) — биографическая мелодрама 1939 года о жизни Бенито Хуареса, национального героя Мексики.

## Сюжет
Французский император Наполеон III хочет расширить своё влияние в Мексике. Но открытая интервенция поставит его в неудобное положение перед международным сообществом. Поэтому он решает посадить на мексиканский трон императора-марионетку. На эту роль выбран Максимилиан, младший брат австрийского императора Франца-Иосифа I. В Мексике организуют референдум; угрозами и обманом людей заставляют проголосовать за «призвание» императора. Полные надежд, Максимилиан и его супруга Шарлотта отправляются в Мексику. Но здесь их ждёт неприятный сюрприз. Они понимают, что на самом деле большинство мексиканцев поддерживают законно избранного президента — Бенито Хуареса.
Попытки Максимилиана договориться с Хуаресом не приносят результатов: Хуарес верит в демократию и считает, что Мексике не нужен император. Максимилиан вынужден ввести чрезвычайное положение. Начинаются казни и расстрелы. При поддержке народа Хуаресу удаётся подавить мятеж своего вице-президента и начать наступление на силы монархистов. Шарлотта пытается просить помощи у Наполеона, но тот отвечает отказом: он понимает, что мексиканская авантюра провалилась. Отчаявшаяся императрица сходит с ума. Максимилиан схвачен республиканскими войсками и приговорён к смертной казни; его последнее желание — чтобы перед смертью ему сыграли его любимую мексиканскую песню, «Голубка». В момент гибели императора Шарлотте кажется, что она чувствует присутствие любимого. Хуарес не испытывает личной ненависти к Максимилиану, но понимает, что его смерть необходима для того, чтобы Мексика обрела свободу. В последних кадрах фильма Хуарес приходит к гробу Максимилиана и просит у него прощения.

## Интересные факты
- Костюм Бетт Дейвис менял цвет по мере развития сюжета — в начале фильма он был белым, в середине серым и чёрным в конце.
- У фильма было два рабочих названия — Максимилиан и Шарлотта и Призрачная корона.
- На роль Шарлотты пробовалась актриса Гейл Пейдж.
- Художник картины Антон Грот нарисовал более трех с половиной тысяч эскизов к декорациям фильма.
- Премьера фильма состоялась 24 апреля 1939 года.
- Относится к трофейным фильмам, разрешенным Решением Политбюро ЦК ВКП(б) от 31 августа 1948 года «О выпуске на экран заграничных кинофильмов из трофейного фонда» для закрытого показа в СССР.

## В ролях
- Пол Муни — президент Мексики Бенито Хуарес
- Брайан Ахерн — император Мексики Максимилиан фон Габсбург
- Бетт Дейвис — императрица Мексики Шарлотта фон Габсбург
- Клод Рейнс — император Франции Наполеон III Бонапарт
- Джон Гарфилд — мексиканский генерал республиканской армии Порфирио Диас
- Генри О'Нил — мексиканский генерал императорской армии Мигель Мирамон
- Джозеф Каллея — вице-президент Мексики Алехандро Уради
- Гейл Сондергард — императрица Франции Евгения
- Холмс Херберт — военный министр Франции маршал Жак Луи Рандон
- Дональд Крисп — главнокомандующий французскими экспедиционными войсками в Мексике маршал Франсуа Ашиль Базен
- Роланд Гилберт — полковник Мигель Лопез
- Луи Кэлхерн — ЛеМарк
- Монтегю Лав — Хосе де Монтарес
- Микки Кун — Агустин I
- Джон Мильян — Мариано Эскобедо
- Роберт Уорик — майор Дюпон (в титрах не указан)

## Номинации
В 1940 году фильм получил две номинации на премию «Оскар» — за лучшую операторскую работу (Тони Гаудио) и лучшую мужскую роль второго плана (Брайан Ахерн).